# Solo Muna
Pour les articles homonymes, voir Paul et Muna.
 (juillet 2022).
Si vous disposez d'ouvrages ou d'articles de référence ou si vous connaissez des sites web de qualité traitant du thème abordé ici, merci de compléter l'article en donnant les références utiles à sa vérifiabilité et en les liant à la section « Notes et références ».
 (juillet 2022).
La mise en forme du texte ne suit pas les recommandations de Wikipédia : il faut le « wikifier ».
Les points d'amélioration suivants sont les cas les plus fréquents :
- Les titres sont pré-formatés par le logiciel. Ils ne sont ni en capitales, ni en gras.
- Le texte ne doit pas être écrit en capitales (les noms de famille non plus), ni en gras, ni en italique, ni en « petit »…
- Le gras n'est utilisé que pour surligner le titre de l'article dans l'introduction, une seule fois.
- L'italique est rarement utilisé : mots en langue étrangère, titres d'œuvres, noms de bateaux, etc.
- Les citations ne sont pas en italique mais en corps de texte normal. Elles sont entourées par des guillemets français : « et ».
- Les listes à puces sont à éviter, des paragraphes rédigés étant largement préférés. Les tableaux sont à réserver à la présentation de données structurées (résultats, etc.).
- Les appels de note de bas de page (petits chiffres en exposant, introduits par l'outil «  Source ») sont à placer entre la fin de phrase et le point final[comme ça].
- Les liens internes (vers d'autres articles de Wikipédia) sont à choisir avec parcimonie. Créez des liens vers des articles approfondissant le sujet. Les termes génériques sans rapport avec le sujet sont à éviter, ainsi que les répétitions de liens vers un même terme.
- Les liens externes sont à placer uniquement dans une section « Liens externes », à la fin de l'article. Ces liens sont à choisir avec parcimonie suivant les règles définies. Si un lien sert de source à l'article, son insertion dans le texte est à faire par les notes de bas de page.
- La présentation des références doit suivre les conventions bibliographiques. Il est recommandé d'utiliser les modèles {{Ouvrage}}, {{Chapitre}}, {{Article}}, {{Lien web}} et/ou {{Bibliographie}}. Le mode d'édition visuel peut mettre en forme automatiquement les références.
- Insérer une infobox (cadre d'informations à droite) n'est pas obligatoire pour parachever la mise en page.

Pour une aide détaillée, merci de consulter Aide:Wikification.
Si vous pensez que ces points ont été résolus, vous pouvez retirer ce bandeau et améliorer la mise en forme d'un autre article.
Nsolo Paul, connu sous son nom d’artiste Solo Muna est un chanteur et auteur-compositeur camerounais né le 21 avril 1965 à Yabassi dans le département du Nkam.
Benjamin du Makossa dans les années 1987, on le surnommera le jeune premier de la chanson camerounaise, Monsieur le Démarreur, ou encore pour les plus intime Ça boum.
Solo qui signifie seul en espagnol et qui fait partie de son nom de famille, si l’on enlève le N devant solo et Muna qui se traduit par enfant en douala font écho à sa personnalité très timide et réservé, mais également à sa jeune carrière.
Ses chansons chantées en douala, langue parlée dans la région côtière du Cameroun, mais aussi en français, ont fait le succès de ses six albums dont plusieurs titres meilleures ventes telles que Ma doudou, Betemedi Ba longue, Confirmation… dont le tout dernier, Paris, sorti en 2006 hommage à sa ville de domicile ainsi que son entourage qui l’ont soutenu et encouragé à poursuivre la musique lors de son voyage en France. 

## Biographie
Nsolo Paul reconnue par sa physionomie longiligne est élevé seulement par sa mère Dimene Augustine il vivait dans une famille très modeste composé de deux frères et deux sœurs. La perte très tôt de son père Adolphe à seulement dix ans a marqué un choc brutal pour l’artiste qui arrête très jeune sa scolarité et préfère se consacrer à sa passion : la musique et la danse où il trouvera refuge.
Ce qui va inspirer l’artiste dans les années 80, ce sont des sonorités reggae, pop, funk, rumba, zouk, jazz… tel que Lucky Dube, Michael Jackson, James Brown et bien sûr le Makossa, un type de musique camerounais très populaire à douala que Solo Muna va réussir à s’approprier et y ajouter sa touche artistique et authentique dû à ses nombreuses influences musicales et à son don vocal nasillard. 

## Carrière musicale
À 17 ans Nsolo Paul va être repéré lors d’une veillée musicale en hommage au feu Bebey Black. Durant cette soirée on retrouve plusieurs grands noms d’artistes du makossa présent pour animer la veillée. Mais Paul va se faire remarquer par un recruteur de jeunes talents nommé Jacky Toto qui va observer un potentiel et va vouloir faire de Nsolo Paul un jeune prodige du makossa.
Jacky Toto écoute les maquettes du jeune chanteur faites avec les moyens du bord et en sera conquis et décidera d’emmener Paul à Paris pour enregistrer au studio avec l’équipe nationale du Makossa. En France, L’artiste est très vite confié à Aladji Touré et à Marcel Tjahé dont ils seront son mentor.
Ainsi fin des années 80 est née une star nationale du Cameroun, qui s’étend par la suite en Guinée Equatorial et au Gabon, grâce à ses titres tels que Ma Doudou, Betemedi Ba Longue, Je vais me marier, Tiata, Rumba Mama.
Solo Muna va ainsi multiplier plus de trente tournées nationales et participer à diverses émissions dont Télépodium.
Après la sortie de l’album Solo Muna, c’est dans l’émission Tam-tam week-end que l’artiste Guy Lobé évoque pour la première fois son ressenti sur l’avenir de Solo Muna qui qualifie de encore jeune, et qu’il faut attendre de voir ses prochaines sorties d’albums pour confirmer la pérennité de l’artiste.
Après avoir entendu les dires de Guy Lobé, Solo Muna décide de sortir un album qu’il va nommer confirmation en réponse à son ainé.
L’album confirmation en 1988 connaîtra un véritable succès[réf. nécessaire].
L’album Femme Fragile, sorti en 1989 et produit par Energy Prod de Ngassa Rose et arrangée par Toto Guillaume, ne va lui pas connaître le succès des deux précédents albums.
Après la parution de cet album, Solo Muna va quitter le Cameroun pour se rendre en France et sort en 1995 l’album Mr le Démarreur, puis l’album Makossa Soukissa en 2000 et enfin Paris en 2006.

## Discographie
- 1987 : Solo Muna
- 1988 : Confirmation
- 1989 : Femme Fragile
- 1995 : Monsieur le Démarreur
- 2000 : Makossa Soukissa
- 2006 : Paris[3]